# Johann Moritz Rugendas
Pour les articles homonymes, voir Rugendas.
Johann Moritz Rugendas (Augsbourg, 29 mars 1802 — Weilheim an der Teck, 29 mai 1858) est un peintre, dessinateur et lithographe bavarois, descendant d'une famille d'artistes.
Il dessina dès son jeune âge et étudia auprès de son père Johann Lorenz Rugendas, puis d'Albrecht Adam à Munich. Il voyagea au Brésil de mars 1822 à août 1825, d'abord comme dessinateur de l'expédition Langsdorff, puis à son propre compte. Revenu en Europe, il publia Malerische Reise in Brasilien - Voyage pittoresque au Brésil, un album de 100 planches lithographiques accompagné de texte chez Engelmann à Paris. En 1829, il voyagea en Italie, où il perfectionna sa peinture. Appuyé par Alexander von Humboldt, il prépara ensuite un voyage dans l'Amérique latine. Il voyagea de 1831 à 1847, d'abord au Mexique, puis surtout au Chili, avec des excursions au Pérou et en Argentine. Pendant tous ces voyages, il dessina et peignit des paysages, les notabilités des pays récemment indépendants, le peuple et ses coutumes. De retour en Europe, il céda ses collections au roi de Bavière contre une pension et poursuivit sa carrière pendant dix ans avant de mourir. On se souvient surtout de son œuvre d'Amérique latine.

## Biographie

### Famille Rugendas
Johann Moritz Rugendas est le dernier d'une lignée d'artistes (de) peintres et graveurs, connue depuis Anna Katharina Rugendas (dessinatrice, 1699–1747).

### Premier voyage au Brésil
Rugendas arrive au Brésil le 16 mars 1822 en tant que dessinateur de la mission scientifique du baron Georg Heinrich von Langsdorff, qui parcourt les provinces de Rio de Janeiro et du Minas Gerais ; et ensuite au moins celle de Bahia et d'après les dessins qu'il a publiés ensuite, du Pernambouc, bien que l'on ne connaisse pas les détails de ses voyages. Il dessine des paysages, avec un grand soin de la représentation des espèces végétales et de la faune ; mais la partie de son œuvre la plus intéressante aujourd'hui concerne les habitants du pays. Influencé par la philosophie de Herder, il recherche la vérité du Brésil dans le peuple et dans les intérieurs éloignés de la civilisation cosmopolite des grandes villes. Comme tous les voyageurs de l'époque, il s'intéresse aux peuples indigènes, particulièrement quand il est au service de Langsdorff, mais à la différence des autres, il dessine aussi les Noirs qui, le plus souvent réduits à l'esclavage, composent une part importante de la population.
Après avoir parcouru le pays, il s'embarque pour la France en août 1825. À Paris il se fait connaître du naturaliste Alexander von Humboldt qui l'appuie et l'encourage à publier et à entreprendre un nouveau voyage.

### Grand voyage enAmérique latine
En 1831, il embarque à son propre compte pour un autre voyage sur le continent américain. Il reste peu à Haïti, passe au Mexique où il se trouve pris dans les rivalités politiques, et se retrouve même quelque temps en prison.
Il visite le Guatemala et passe ensuite au Chili, où il arrive en 1834. Il y résidera principalement jusqu'en 1845, en partant pour des excursions au Pérou et en Argentine, où il reviendra lors de son voyage de retour vers l'Europe. Il dessine et peint les gens des villes et des campagnes, les héros et les batailles des Indépendances, et les diverses nations américaines, notamment les Araucaniens. Au Chili, il entretient une correspondance amoureuse pendant près de 16 ans avec Carmen Arriagada, fille d'un riche propriétaire terrien.
En 1839, il publie dix planches d'Amérique du Sud dans l'Atlas de Claude Gay.
Pendant son expédition en Argentine, son cheval est foudroyé. Ses compagnons ramènent Rugendas, gravement blessé, au Chili. Il lui faudra longtemps pour se rétablir, et il en portera toujours ensuite des séquelles.
Il rentre en Europe en 1847 passant par l'Argentine et le Brésil où il reste quelques mois, sans reprendre son travail de description de 1825.

### Dernières années
Revenu en Europe, Rugendas échange ses cartons à dessins contre une pension du roi de Bavière et reprend son activité de peintre. Il reçoit la commande d'une Arrivée de Christophe Colomb en Amérique, grand tableau qui reçoit un accueil plutôt négatif. Il enseigne le dessin et la peinture, épouse une de ses élèves, et meurt d'une crise cardiaque le 29 mai 1858.

## Œuvre
Tout en voyageant à travers l'Amérique, Rugendas a expédié des ouvrages en Europe où il avait, comme artiste voyageur, un certain prestige ; mais il était loin d'entretenir les contacts sociaux si nécessaires à la réputation d'un maître à qui l'État ou l'Église confient de grandes réalisations. Pour cette raison, ou parce qu'il n'avait pas eu l'occasion de suffisamment se perfectionner en travaillant pour les États d'Amérique du Sud, où il n'avait guère de concurrents, ou encore pour avoir acquis, avec les Sud-Américains, un goût pour les couleurs vives et une manière ample qui ne correspondait pas à l'esthétique dominante en Europe, sa production des dix années entre son retour et sa mort est largement oubliée. Pourtant, le peu qui en est connu pourrait pousser à une réévaluation de son art.

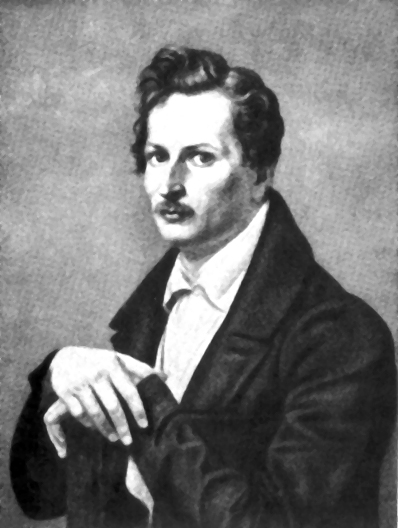
August von Platen
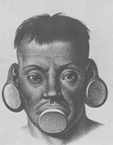
Índio Botocudo do sudeste do Brasil (Indien botocudo du Sud-Est du Brésil).
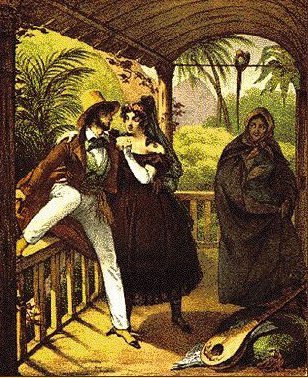
Roupa típica (habit traditionnel). Rio de Janeiro, 1823.
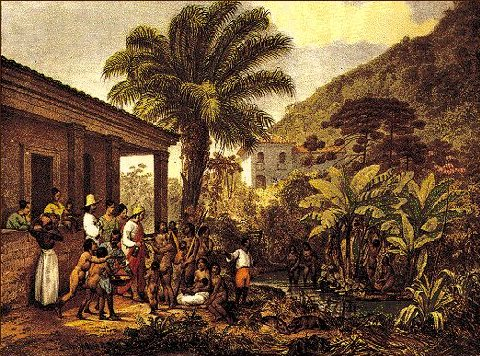
Índios em uma fazenda (Indiens dans une fabrique). Minas Gerais, 1824.
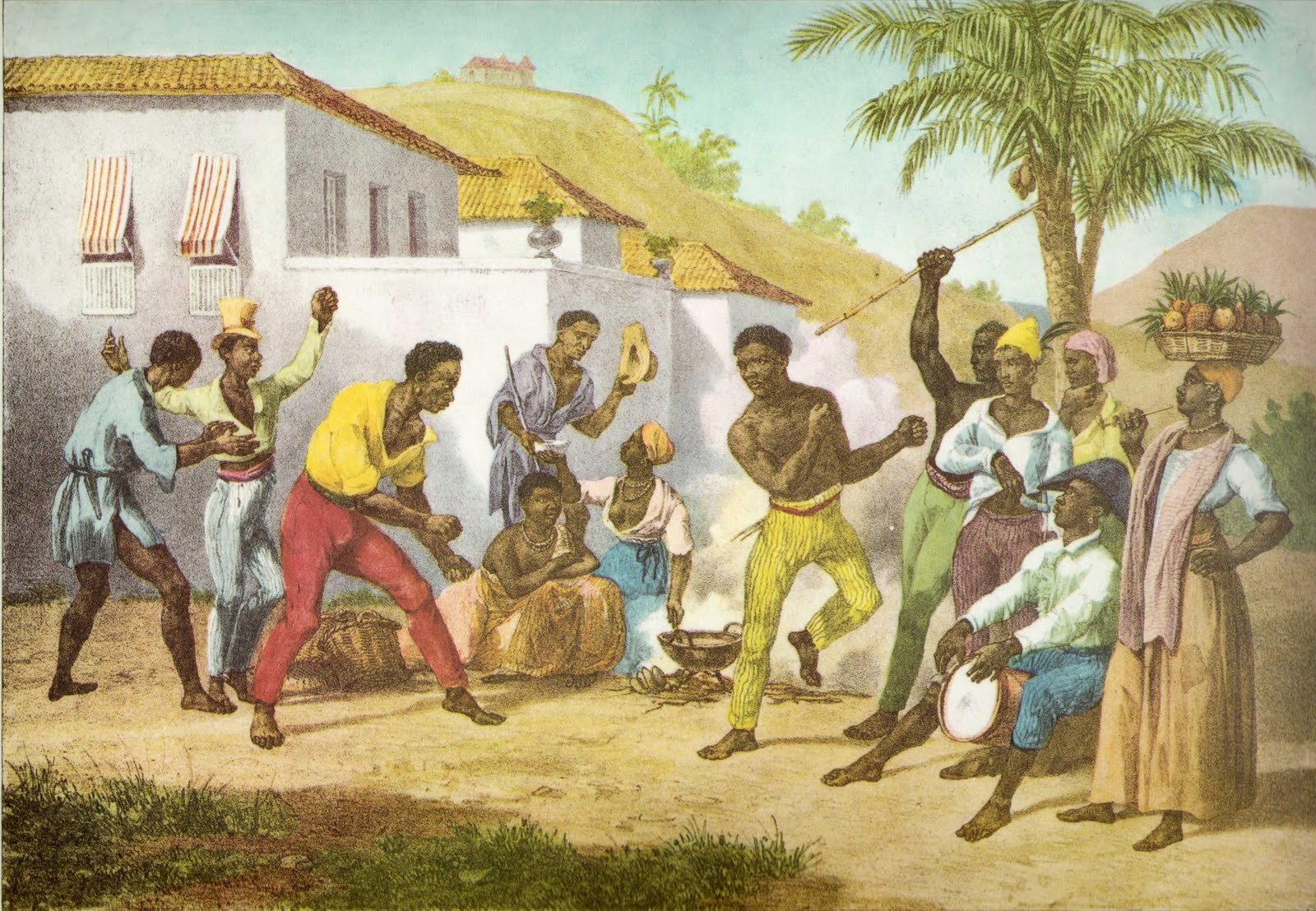
Capoeira ou la danse de la Guerre 1835